# Karlsborg (đô thị)
Đô thị Karlsborg (Karlsborgs kommun) là một đô thị ở hạt Västra Götaland phía tây Thụy Điển. Thủ phủ là thị xã Karlsborg.
Đô thị hiện nay đã được thành lập năm 1971 khi Karlsborg cũ được hợp nhất với Mölltorp và Undenäs.
Khu vực này có pháo đài Karlsborg. Một phần vườn quốc gia Tiveden nằm ở đô thị này.

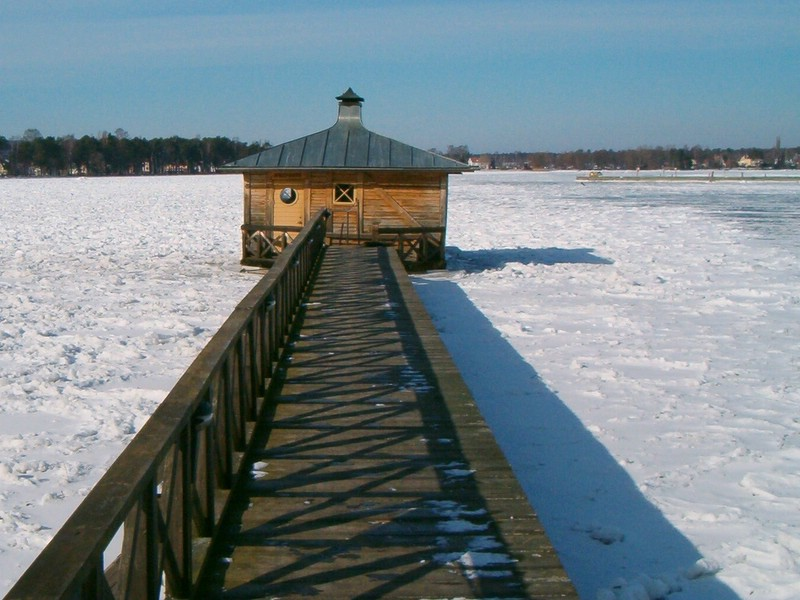
Phòng tắm hơi trên hồ Vättern, ảnh chụp ở Karlsborg